# Hornafjörður
Hornafjörður è un comune islandese di 2 119 abitanti situato nell'omonimo fiordo della regione dell'Austurland, nella parte orientale dell'Islanda.
Il comune è nato il 6 giugno 1998 con la fusione di tutti i comuni della contea di Austur-Skaftafellssýsla: Hornafjarðarbær, Bæjarhreppur, Borgarhafnarhreppur e Hofshreppur. Comprende anche il centro abitato di Hof.